# Akiko Morigami
Akiko Morigami (森上亜希子?, Morigami Akiko; Osaka, 12 gennaio 1980) è una tennista giapponese.

## Biografia
Divenuta professionista nel 1998, il 15 agosto 2001 si è issata alla 45ª posizione del ranking WTA in singolo
Ha vinto un titolo in singolo nella sua carriera, sconfiggendo nel 2007 Marion Bartoli nella finale del Prague Open. Ha raggiunto altre due finali, entrambe a Cincinnati, perdendo contro Patty Schnyder nel 2005 e contro Anna Chakvetadze nel 2007. Al Roland Garros del 2006 ha sbaragliato l'allora n. 3 al mondo, Nadia Petrova, al primo turno.
Si è ritirata dopo il Japan Open del 2009: la sua ultima partita è stata con Samantha Stosur, che l'ha sconfitta al secondo turno in due set.

## Statistiche

### Singolare

#### Vittorie (1)
| Legenda               |
| --------------------- |
| Grande Slam (0)       |
| Ori Olimpici (0)      |
| WTA Championships (0) |
| Tier I (0)            |
| Tier II (0)           |
| Tier III (1)          |
| Tier IV (0)           |
| Tier V (0)            |

| N. | Data          | Luogo                      | Superficie  | Avversaria in finale | Punteggio |
| 1. | 7 maggio 2007 | I. ČLTK Prague Open, Praga | Terra rossa | Marion Bartoli       | 6-1, 6-3  |

#### Sconfitte (2)
| Legenda               |
| --------------------- |
| Grande Slam (0)       |
| Argenti Olimpici (0)  |
| WTA Championships (0) |
| Tier I (0)            |
| Tier II (0)           |
| Tier III (2)          |
| Tier IV (0)           |
| Tier V (0)            |

| N. | Data           | Luogo                           | Superficie | Avversaria in finale | Punteggio |
| 1. | 24 luglio 2005 | Cincinnati Open, Cincinnati     | Cemento    | Patty Schnyder       | 4-6, 0-6  |
| 2. | 22 luglio 2007 | Cincinnati Open, Cincinnati (2) | Cemento    | Anna Čakvetadze      | 1-6, 3-6  |

### Doppio

#### Vittorie (1)
| Legenda               |
| --------------------- |
| Grande Slam (0)       |
| Ori Olimpici (0)      |
| WTA Championships (0) |
| Tier I (0)            |
| Tier II (0)           |
| Tier III (1)          |
| Tier IV (0)           |
| Tier V (0)            |

| N. | Data             | Torneo                                 | Superficie  | Partner     | Avversari in finale           | Punteggio |
| 1. | 22 febbraio 2003 | Kroger St. Jude International, Memphis | Cemento (i) | Saori Obata | Alina Židkova Bryanne Stewart | 6-1, 6-1  |

#### Sconfitte (1)
| Legenda               |
| --------------------- |
| Grande Slam (0)       |
| Argenti Olimpici (0)  |
| WTA Championships (0) |
| Tier I (0)            |
| Tier II (0)           |
| Tier III (1)          |
| Tier IV (0)           |
| Tier V (0)            |

| N. | Data             | Torneo                      | Superficie  | Partner           | Avversari in finale          | Punteggio        |
| 1. | 24 febbraio 2007 | Cellular South Cup, Memphis | Cemento (i) | Jarmila Gajdošová | Nicole Pratt Bryanne Stewart | 5-7, 6-4, [5-10] |

## Risultati in progressione
| Sigla | Risultato               |
| ----- | ----------------------- |
| V     | Vincitore               |
| F     | Finalista               |
| SF    | Semifinalista           |
| O     | Oro olimpico            |
| A     | Argento olimpico        |
| SF    | Bronzo olimpico         |
| QF    | Quarti di Finale        |
| 4T    | Quarto turno            |
| 3T    | Terzo turno             |
| 2T    | Secondo turno           |
| 1T    | Primo turno             |
| RR    | Round Robin             |
| LQ    | Turno di qualificazione |
| A     | Assente                 |
| ND    | Non disputato           |

| Legenda superfici    |
| -------------------- |
| Cemento              |
| Terra battuta        |
| Erba                 |
| Superficie variabile |

### Singolare nei tornei del Grande Slam
| Torneo          | 2003 | 2004 | 2005 | 2006 | 2007 | 2008 | 2009 |
| --------------- | ---- | ---- | ---- | ---- | ---- | ---- | ---- |
| Australian Open | 2T   | 2T   | 1T   | 1T   | 2T   | 2T   | A    |
| Open di Francia | 1T   | 1T   | 3T   | 2T   | 1T   | 1T   | A    |
| Wimbledon       | 3T   | 1T   | 1T   | 2T   | 3T   | A    | 1T   |
| US Open         | 1T   | 2T   | 1T   | 1T   | 1T   | A    | A    |

### Doppio nei tornei del Grande Slam
| Torneo          | 2003 | 2004 | 2005 | 2006 | 2007 | 2008 | 2009 |
| --------------- | ---- | ---- | ---- | ---- | ---- | ---- | ---- |
| Australian Open | A    | 1T   | A    | A    | 1T   | 1T   | A    |
| Open di Francia | 2T   | A    | 1T   | 1T   | 4T   | 1T   | A    |
| Wimbledon       | 1T   | A    | 2T   | 1T   | 2T   | A    | 1T   |
| US Open         | 1T   | A    | 2T   | 3T   | 3T   | A    | A    |

### Doppio misto nei tornei del Grande Slam
Nessuna partecipazione

## Vittorie contro giocatrici Top 10
| Stagione | 2006 | Totale |
| Vittorie | 1    | 1      |

| #    | Giocatrice    | Ranking | Evento                  | Superficie  | Turno | Punteggio | Rank. AMR |
| ---- | ------------- | ------- | ----------------------- | ----------- | ----- | --------- | --------- |
| 2006 |               |         |                         |             |       |           |           |
| 1.   | Nadia Petrova | 3       | Open di Francia, Parigi | Terra rossa | 1T    | 6-2, 6-2  | 69        |